# Pescia
Pescia – miejscowość i gmina we Włoszech, w regionie Toskania, w prowincji Pistoia.
Według danych na rok 2004 gminę zamieszkiwało 17 421 osób, 220,5 os./km².
We wrześniu odbywają się tu największe w Europie targi kwiatowe Biennale del Fiore.
W miejscowości jest stacja kolejowa Pescia.

## Zabytki i muzea
- XIII-wieczny pałac Palazzo del Vicario;
- barokowa katedra przebudowana w 1693 przez Antonia Ferriego, której kampanila była wcześniej basztą w systemie murów obronnych miasta;
- kościół San Francesco z freskami Życie św. Franciszka Bonaventury Berlingieriego;
- Museo Civico z niewielką kolekcją malarstwa sakralnego i manuskryptów;
- Museo Archeologico della Valdinievole - muzeum archeologiczne z wykopalisk z pobliskiego Valdinievole;

## Linki zewnętrzne

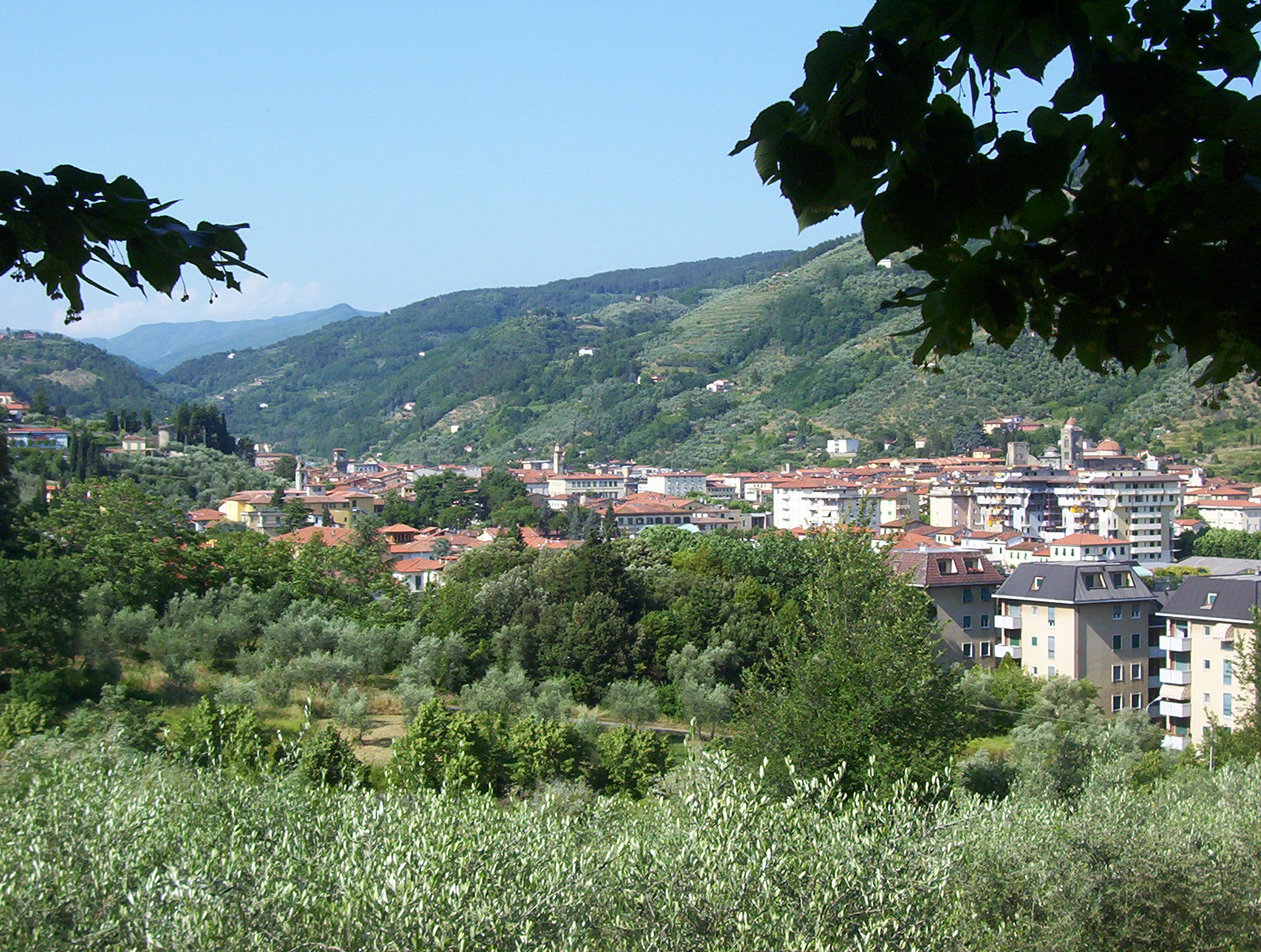
Miasto Pescia